# یواس‌اس کوییک (دی‌دی-۴۹۰)
یواس‌اس کوییک (دی‌دی-۴۹۰) (به انگلیسی: USS Quick (DD-490)) یک کشتی بود که طول آن ۳۴۸ فوت ۳ اینچ (۱۰۶٫۱۵ متر) بود. این کشتی در سال ۱۹۴۲ ساخته شد.